# Грузия на летних Олимпийских играх 2024

## Медали
| Медаль  | Спортсмен(ы)      | Вид спорта       | Дисциплина   | Дата       |
| ------- | ----------------- | ---------------- | ------------ | ---------- |
| Золото  | Лаша Бекаури      | Дзюдо            | 90 кг        | 31 июля    |
| Золото  | Гено Петриашвили  | Вольная борьба   | 125 кг       | 10 августа |
| Золото  | Лаша Талахадзе    | Тяжёлая атлетика | Свыше 102 кг | 11 августа |
| Серебро | Тато Григалашвили | Дзюдо            | 81 кг        | 30 июля    |
| Серебро | Илья Суламанидзе  | Дзюдо            | 100 кг       | 1 августа  |
| Серебро | Гиви Мачарашвили  | Вольная борьба   | 97 кг        | 11 августа |
| Бронза  | Лаша Гурули       | Бокс             | 63,5 кг      | 4 августа  |

| Вид спорта       | 1 | 2 | 3 | Всего |
| Дзюдо            | 1 | 2 | 0 | 3     |
| Борьба           | 1 | 1 | 0 | 2     |
| Тяжёлая атлетика | 1 | 0 | 0 | 1     |
| Бокс             | 0 | 0 | 1 | 1     |
| Всего            | 3 | 3 | 1 | 7     |

| Медали по датам | Медали по датам | Медали по датам | Медали по датам | Медали по датам | Медали по датам |
| --------------- | --------------- | --------------- | --------------- | --------------- | --------------- |
| Дата            | 1               | 2               | 3               | Всего           |                 |
| 30 июля         | 0               | 1               | 0               | 1               |                 |
| 31 июля         | 1               | 0               | 0               | 1               |                 |
| 1 августа       | 0               | 1               | 0               | 1               |                 |
| 4 августа       | 0               | 0               | 1               | 1               |                 |
| 10 августа      | 1               | 0               | 0               | 1               |                 |
| 11 августа      | 1               | 1               | 0               | 2               |                 |
| Всего           | 3               | 3               | 1               | 7               |                 |

| Медали по полу | Медали по полу | Медали по полу | Медали по полу | Медали по полу |
| -------------- | -------------- | -------------- | -------------- | -------------- |
| Пол            | 1              | 2              | 3              | Всего          |
| Мужчины        | 3              | 3              | 1              | 7              |
| Женщины        | 0              | 0              | 0              | 0              |
| Микст          | 0              | 0              | 0              | 0              |
| Всего          | 3              | 3              | 1              | 7              |

## Квалификация
| № п/п | Вид спорта       | Мужчины        | Мужчины                | Женщины        | Женщины                | Всего          | Всего                  |
| № п/п | Вид спорта       | Завоевано квот | Количество спортсменов | Завоевано квот | Количество спортсменов | Завоевано квот | Количество спортсменов |
| ----- | ---------------- | -------------- | ---------------------- | -------------- | ---------------------- | -------------- | ---------------------- |
| 1     | Бокс             | 2              | 2                      |                |                        | 2              | 2                      |
| 2     | Борьба           | 7              | 7                      |                |                        | 7              | 7                      |
| 3     | Дзюдо            | 7              | 7                      | 3              | 3                      | 10             | 10                     |
| 4     | Лёгкая атлетика  |                |                        | 1              | 1                      | 1              | 1                      |
| 5     | Плавание         | 1              | 1                      | 1              | 1                      | 2              | 2                      |
| 6     | Прыжки на батуте |                |                        | 1              | 1                      | 1              | 1                      |
| 7     | Стрельба         |                |                        | 2              | 1                      | 2              | 1                      |
| 8     | Тяжёлая атлетика | 3              | 3                      |                |                        | 3              | 3                      |
| 9     | Фехтование       | 1              | 1                      |                |                        | 1              | 1                      |
|       | ИТОГО            | 21             | 21                     | 8              | 7                      | 29             | 28                     |

## Состав команды
Бокс
1. Лаша Гурули
2. Георгий Кушиташвили

 Борьба
Вольная борьба
1. Годердзи Дзебисашвили
2. Владимир Гамкрелидзе
3. Гиви Мачарашвили
4. Гено Петриашвили

Греко-римская борьба
1. Рамаз Зоидзе
2. Лаша Гобадзе
3. Роберт Коблиашвили

 Дзюдо
1. Георгий Сардалашвили
2. Важа Маргвелашвили
3. Лаша Шавдатуашвили
4. Тато Григалашвили
5. Лаша Бекаури
6. Илья Суламанидзе
7. Гурам Тушишвили
8. Этери Липартелиани[англ.]*
9. Этер Аскилашвили[англ.]
10. Софио Сомхишвили[англ.]

 Лёгкая атлетика
1. Лика Харчилава[англ.]

 Плавание
1. Ноэ Панцхава[англ.]
2. Анна Нижарадзе[англ.]

 Прыжки на батуте
1. Люба Головина

 Стрельба
1. Нино Салуквадзе

 Тяжёлая атлетика
1. Шота Мишвелидзе
2. Ираклий Чхеидзе
3. Лаша Талахадзе

 Фехтование
1. Сандро Базадзе

## Бокс
Грузия завоевала одно место в турнир по боксу на Европейских играх 2022 года в Новы-Тарг, Польша и одно место на Втором мировом квалификационном турнире 2024 года в Бангкоке, Таиланд.
| Спортсмен           | Категория          | 1 раунд            | 1/8 финала                 | Четвертьфиналы                        | Полуфиналы                     | Финал              | Финал |
| Спортсмен           | Категория          | Соперник Результат | Соперник Результат         | Соперник Результат                    | Соперник Результат             | Соперник Результат | Место |
| ------------------- | ------------------ | ------------------ | -------------------------- | ------------------------------------- | ------------------------------ | ------------------ | ----- |
| Лаша Гурули         | Мужчины до 63,5 кг | —                  | Малик Хасанов (AZE) В 5–0  | Мухаммедсабыр Базарбайулы (KAZ) В 3–2 | Эрисланди Альварес (CUB) П 0–5 | Не прошёл          | 3     |
| Георгий Кушиташвили | Мужчины до 92 кг   | —                  | Давлат Болтаев (TJK) П 2–3 | Не прошёл                             | 9                              |                    |       |

## Борьба
Грузия завоевала два места в мужской вольной борьбе на Чемпионате мира по борьбе 2023 года в Белграде, Сербия, по одному месту в греко-римской и мужской вольной борьбе на Европейском квалификационном турнире по борьбе 2024 года в Баку, Азербайджан, одно место в мужской вольной борьбе и два места в греко-римской борьбе на Мировом квалификационном турнире 2024 года в Стамбуле, Турция.

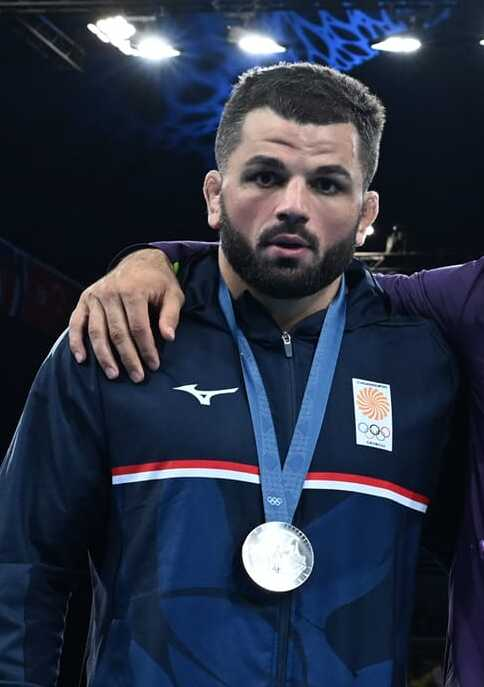
Гиви Мачарашвили

Вольная борьба
| Спортсмен             | Категория         | 1/8 финала                         | Четвертьфиналы               | Полуфиналы                        | Утешит. поединки   | Финал /За 3 место              | Финал /За 3 место |
| Спортсмен             | Категория         | Соперник Результат                 | Соперник Результат           | Соперник Результат                | Соперник Результат | Соперник Результат             | Место             |
| --------------------- | ----------------- | ---------------------------------- | ---------------------------- | --------------------------------- | ------------------ | ------------------------------ | ----------------- |
| Годердзи Дзебисашвили | Мужчины до 65 кг  | Вазген Теванян (ARM) П 0–11        | Не прошёл                    | 15                                |                    |                                |                   |
| Владимир Гамкрелидзе  | Мужчины до 86 кг  | Джабраил Шапиев (UZB) П 1–5        | Не прошёл                    | 13                                |                    |                                |                   |
| Гиви Мачарашвили      | Мужчины до 97 кг  | Николас де Ланге (RSA) В 12–2      | Мураз Мчедлидзе (UKR) В 11–0 | Магомедхан Магомедов (AZE) В 5–0  | Не прошёл          | Ахмед Тажудинов (BRN) П 0–2    | 2                 |
| Гено Петриашвили      | Мужчины до 125 кг | Александр Хоцяновский (UKR) В 11–0 | Роберт Баран (POL) В 9–2     | Георгий Мешвилдишвили (AZE) В 7–0 | Не прошёл          | Амир Хоссейн Заре (IRI) В 10–9 | 1                 |

Греко-римская борьба
| Спортсмен          | Категория | 1/8 финала                      | Четвертьфиналы            | Полуфиналы         | Утешит. поединки                  | Финал /За 3 место  | Финал /За 3 место |
| Спортсмен          | Категория | Соперник Результат              | Соперник Результат        | Соперник Результат | Соперник Результат                | Соперник Результат | Место             |
| ------------------ | --------- | ------------------------------- | ------------------------- | ------------------ | --------------------------------- | ------------------ | ----------------- |
| Рамаз Зоидзе       | до 67 кг  | Амантур Исмаилов (KGZ) П 1–12   | Не прошёл                 | 12                 |                                   |                    |                   |
| Лаша Гобадзе       | до 87 кг  | Башир Сид Азара (ALG) В 2–1     | Семён Новиков (BUL) П 3–8 | Не прошёл          | Турпал-Али Бисултанов (DEN) П 0–6 | Не прошёл          | 9                 |
| Роберт Коблиашвили | до 97 кг  | Абубакар Хаслаханов (AIN) П 1–9 | Не прошёл                 | 15                 |                                   |                    |                   |

## Дзюдо
Грузия получила по рейтингу IJF полную квоту (семь мест) в мужских соревнованиях и три места в женских соревнованиях, а также право выставить команду в миксте.
| Спортсмен            | Категория            | 1 круг             | 2 круг                           | 3 круг                         | Четвертьфиналы                  | Полуфиналы                         | Утеш. поединки                          | Финал / За 3 место               | Финал / За 3 место |
| Спортсмен            | Категория            | Соперник Результат | Соперник Результат               | Соперник Результат             | Соперник Результат              | Соперник Результат                 | Соперник Результат                      | Соперник Результат               | Место              |
| -------------------- | -------------------- | ------------------ | -------------------------------- | ------------------------------ | ------------------------------- | ---------------------------------- | --------------------------------------- | -------------------------------- | ------------------ |
| Георгий Сардалашвили | Мужчины до 60 кг     | —                  | —                                | Ям Волчак (ISR) В 11–00        | Салих Йылдыз (TUR) П 00–01      | Не прошёл                          | Ким Вонджин (KOR) В 10–00               | Франсиско Гарригос (ESP) П 00–01 | 5                  |
| Важа Маргвелашвили   | Мужчины до 66 кг     | —                  | —                                | Валид Хяр (FRA) П 00–10        | Не прошёл                       | 9                                  |                                         |                                  |                    |
| Лаша Шавдатуашвили   | Мужчины до 73 кг     | —                  | Жоан-Бенжамен Габа (FRA) П 00–10 | Не прошёл                      | 17                              |                                    |                                         |                                  |                    |
| Тато Григалашвили    | Мужчины до 81 кг     | —                  | Михаил Латышев (MDA) В 10–00     | Вахид Борчашвили (AUT) В 01–00 | Сомон Махмадбеков (TJK) В 01–00 | Ли Ён Хван (KOR) В 01–00           | —                                       | Таканори Нагасэ (JPN) L 00–11    | 2                  |
| Лаша Бекаури         | Мужчины до 90 кг     | —                  | —                                | Ивайло Иванов (BUL) В 01–00    | Хан Чжу Ёп (KOR) В 10–00        | Тристан Мосаклишвили (ESP) В 10–00 | —                                       | Сансиро Мурао (JPN) В 10–01      | 1                  |
| Илья Суламанидзе     | Мужчины до 100 кг    | —                  | —                                | Дженнаро Пирелли (ITA) В 10–00 | Аарон Вольф (JPN) В 01–00       | Даниэль Эйх (SUI) В 10–00          | —                                       | Зелим Коцоев (AZE) П 01–10       | 2                  |
| Гурам Тушишвили      | Мужчины свыше 100 кг | —                  | —                                | Мбагник Ндиайе (SEN) W 10–00   | Тедди Ринер (FRA) П 00–10       | Не прошёл                          | Алишер Юсупов (UZB) П DSQ               | Не прошёл                        | 7                  |
| Этери Липартелиани   | Женщины до 57 кг     | —                  | Леле Нэрн (GBR) В 10–00          | Шукуржон Аминова (UZB) В 01–00 | Рафаэла Силва (BRA) L 00–10     | Не прошла                          | Энхрийлэн Лхагватогоогийн (MGL) В 10–00 | Сара-Леони Сизик (FRA) L 00–11   | 5                  |
| Этер Аскилашвили     | Женщины до 63 кг     | —                  | Андрея Лешки (SLO) L 00–10       | Не прошла                      | 17                              |                                    |                                         |                                  |                    |
| Софио Сомхишвили     | Женщины свыше 78 кг  | —                  | Рене Лухт (GER) В 10–00          | Романа Дикко (FRA) П 00–10     | Не прошла                       | 9                                  |                                         |                                  |                    |

Смешанные команды
| Георгий Сардалашвили Важа Маргвелашвили Лаша Шавдатуашвили Лаша Бекаури Тато Григалашвили Илья Суламанидзе Гурам Тушишвили Этери Липартелиани Этер Аскилашвили Софио Сомхишвили | Смешанные команды | — | Италия · П 3–4 | Не прошли | 9 |

## Легкая атлетика
Грузия получила одно универсальное место для участия в Играх 2024 года.
Беговые дисциплины
| Лика Харчилава | Женщины 100 м | 12,37 | 20 | Не прошла |

## Плавание
Грузия получила два универсальных места для участия в нижеследующих дисциплинах плавательного турнира Олимпиады.
Мужчины
| Ноэ Панцхава   | Мужчины 100 м на спине   | 56,46   | 41 | Не прошёл |
| Анна Нижарадзе | Женщины 100 м баттерфляй | 1.02,85 | 28 | Не прошла |

## Прыжки на батуте
Грузия получила одно место в соревнования женщин по результатам Серии этапов Кубка мира 2023-2024 годов.
| Спортсмен     | Дисциплина | Квалификация | Квалификация | Финал     | Финал |
| Спортсмен     | Дисциплина | Баллы        | Место        | Баллы     | Место |
| ------------- | ---------- | ------------ | ------------ | --------- | ----- |
| Люба Головина | Женщины    | 53,620       | 11           | Не прошла |       |

## Стрельба
Грузия завоевала одно место в женский олимпийский турнир стрелков из пистолета на Европейских играх 2023 года во Вроцлаве, Польша и получила место в соревнованиях из пневматического пистолета по правилам ISSF.
Женщины
| Спортсмен       | Дисциплина                         | Квалификация | Квалификация | Финал     | Финал |
| Спортсмен       | Дисциплина                         | Баллы        | Место        | Баллы     | Место |
| --------------- | ---------------------------------- | ------------ | ------------ | --------- | ----- |
| Нино Салуквадзе | Пневматический пистолет, 10 метров | 562          | 38           | Не прошла |       |
| Нино Салуквадзе | Пистолет, 25 метров                | 563          | 40           | Не прошла |       |

## Тяжёлая атлетика
Грузия получила три места в мужских соревнованиях в соответствии с олимпийским рейтингом IWF.
| Спортсмен       | Категория            | Рывок     | Рывок | Толчок    | Толчок | Всего | Место |
| Спортсмен       | Категория            | Результат | Место | Результат | Место  | Всего | Место |
| --------------- | -------------------- | --------- | ----- | --------- | ------ | ----- | ----- |
| Шота Мишвелидзе | Мужчины до 61 кг     | 121       | 6     | 135       | 6      | 256   | 6     |
| Ираклий Чхеидзе | Мужчины до 102 кг    | 179       | 7     | 214       | 4      | 393   | 5     |
| Лаша Талахадзе  | Мужчины свыше 102 кг | 215       | 2     | 255       | 1      | 470   | 1     |

## Фехтование
Грузия получил по рейтингу FEI одно индивидуальное месте в мужской сабле.
| Сандро Базадзе | Мужчины сабля | — | Хибран Зеа (MEX) В 15–6 | Мохамед Амер (EGY) П 14–15 | Не прошёл | 9 |